# Fork (blockchain)
Pour les articles homonymes, voir Fork.
Dans le domaine des cryptomonnaies, un fork est défini de différentes manières . Il peut s'agir :
- d'une division de la chaîne de blocs en deux chaînes de blocs[1] ;
- d'un changement de protocole régissant la chaîne de blocs[2] ;
- d'une situation où au moins deux blocs ont la même hauteur de bloc, c'est-à-dire le même numéro de bloc[3].

Les forks sont liés au fait que différentes parties doivent utiliser des règles communes pour valider les blocs de la chaîne de blocs. Des forks (au sens de changements de protocole) ont été utilisés pour ajouter de nouvelles fonctionnalités à une chaîne de blocs ou pour inverser les effets d'un piratage ou de bogues catastrophiques sur une chaîne de blocs. Ce fut le cas avec le fork du Bitcoin le 6 août 2010 ou du fork entre Ethereum et Ethereum Classic (en).
Les forks de chaînes de blocs ont été largement discutés dans le contexte du problème de l'extensibilité du bitcoin,,.

## Types de forks
Les forks peuvent être classés comme accidentels ou intentionnels.  Un fork accidentel se produit lorsque deux mineurs ou plus produisent un bloc valide presque en même temps.  Le fork est résolu lorsque le(s) bloc(s) suivant(s) sont ajoutés et que l'une des chaînes devient plus longue que l'(les)autre(s).  Le réseau abandonne alors les blocs qui ne font pas partie de la chaîne la plus longue (on les appelle blocs orphelins). 
Les forks intentionnels sont utilisés pour modifier les règles d'une chaîne de blocs. Ils peuvent être classés comme suit : 

### Fork fort
Un fork fort (hard fork en anglais) est un changement de règles tel qu'un logiciel validant un bloc selon les anciennes règles verra les blocs produits selon les nouvelles règles comme invalides. Dans le cas d'un fork fort, tous les nœuds destinés à fonctionner conformément aux nouvelles règles doivent mettre à jour leur logiciel.
Si un groupe de nœuds continue d'utiliser l'ancien logiciel tandis que les autres utilisent le nouveau logiciel, une division permanente de la chaîne de blocs peut se produire. Par exemple, Ethereum a fait un fork fort pour rembourser les investisseurs de l'organisation The DAO, qui avaient été piratés par l'exploitation d'une vulnérabilité dans son code. Dans ce cas, le fork fort a entraîné une division de la chaîne de blocs en deux chaînes : la chaîne Ethereum et la chaîne Ethereum Classic.
En 2014, la communauté Nxt (en) a été invitée à envisager un fork fort qui aurait conduit à un retour en arrière de certains enregistrements dans la chaîne de blocs pour atténuer les effets d'un vol de 50 millions de NXT dans un important échange de cryptomonnaies. La proposition de fork fort a été rejetée. Une partie des fonds a été récupérée après négociation et paiement d'une rançon.
Alternativement, pour éviter un fork fort, une majorité de nœuds utilisant un nouveau logiciel peut revenir aux anciennes règles, comme ce fut le cas pour le bitcoin le 12 mars 2013.

### Fork faible
Un fork faible (soft fork en anglais) est un fork dans la chaîne de blocs qui peut se produire lorsque les nœuds du réseau utilisant un vieux logiciel ne suivent pas une règle suivie par les nœuds nouvellement mis à niveau.

## Division de cryptomonnaie
Une division permanente de chaîne de blocs est décrite comme un cas où il y a deux ou plusieurs versions permanentes d'une chaîne de blocs partageant les mêmes blocs jusqu'à un certain bloc, après quoi les blocs diffèrent. Les divisions permanentes de chaîne mènent à une situation où deux ou plusieurs cryptomonnaies concurrentes existent sur leurs chaînes de blocs respectives.

### Fiscalité
L'imposition des divisions de cryptomonnaie varie considérablement d'un état à l'autre.

#### Bureau australien des impôts(en)(Australian Taxation Office - ATO)
Le Bureau australien des impôts (en) ne classe pas les divisions de cryptomonnaie comme des événements fiscaux. Le Bureau australien des impôts nomme les versions de la chaîne de blocs provenant des divisions comme la chaîne de blocs originale et la nouvelle chaîne de blocs. Par rapport au coût de base, la cryptomonnaie de la chaîne de blocs originale se voit attribuer la totalité du coût de base d'origine, tandis que la cryptomonnaie de la nouvelle chaîne de blocs se voit attribuer un coût de base nul.

#### Revenus et Douanes de Sa Majesté(HM Revenue & Customs - HMRC)
Le HMRC ne classe pas les divisions de cryptomonnaie comme des événements fiscaux. Selon HMRC, « la valeur des nouvelles cryptomonnaies est dérivée des cryptomonnaies d'origine déjà détenues par l'individu ». En ce qui concerne le coût de base, HMRC déclare que « les coûts doivent être répartis sur une base juste et raisonnable en vertu de la section 52(4) Taxation of Capital Gains Act 1992. HMRC ne prescrit aucune méthode de répartition particulière. HMRC a le pouvoir d'enquêter sur une méthode de répartition qu'il estime non juste et raisonnable ».

#### Internal Revenue Service- IRS (aux États-Unis)
L'IRS classe les divisions de cryptomonnaie comme des événements fiscaux. Selon les directives publiées par IRS, si le contribuable est en possession des clés donnant accès à la cryptomonnaie, il est tenu de payer l'impôt pour la nouvelle cryptomonnaie en utilisant la juste valeur marchande de la cryptomonnaie comme revenu,.